# Raymond Durgnat
Raymond Durgnat (ur. 1 września 1932 w Londynie, zm. 19 maja 2002 tamże) – brytyjski krytyk filmowy.

## Życiorys
Jego rodzice pochodzili ze Szwajcarii. Razem z filmowcem Donem Levym był jednym z pierwszych absolwentów filmoznawstwa w Wielkiej Brytanii. Studiował pod kierunkiem Thorolda Dickinsona, reżysera Gasnącego płomienia i Damy pikowej, w Slade School of Fine Art do 1960 roku.
W latach 50. pisał dla czasopisma „Sight and Sound”, ale później poróżnił się z redakcją, oskarżając ją o elitaryzm, purytanizm i snobizm wyższej klasy średniej, między innymi w słynnym eseju z 1963 roku Standing Up For Jesus w efemerycznym magazynie „Motion” i artykule Auteurs and Dream Factories z 1965 roku. W przyszłości miał jednak pisać dla innej publikacji British Film Institute, „Monthly Film Bulletin”, w latach bezpośrednio poprzedzających jej zamknięcie w 1991 roku. Pisał dla niemal wszystkich publikacji filmowych które ukazywały się w Wielkiej Brytanii za jego życia.
W połowie lat 60. był jedną z głównych postaci w nowo powstałym London Film-Makers' Co-operative (LFMC), później opartym na Better Books off Charing Cross Road, wokół którego tworzyło się brytyjskie artystyczne 'podziemie'. Jego uczniami w owym czasie byli bracia Quay.
W późnych latach 70. uczył filmoznawstwa w Kalifornii razem z Manny Farber, Jeanem-Pierre'em Gorinem i Jonathanem Rosenbaumem. Pod koniec dekady powrócił do Wielkiej Brytanii, gdzie zapoczątkował serię miażdżących ataków na oparte na lingwistyce teorie filmowe, które zdominowały filmowe środowisko akademickie w poprzedniej dekadzie.
Poglądy socjologiczno-polityczne Durgnata cechowała sympatia dla klasy pracującej, amerykańskiej kultury popularnej i wyraźna niechęć do lewicowych intelektualistów których oskarżał o zakamuflowany drobnoburżuazyjny konserwatyzm i upolitycznienie krytyki filmowej; sam nie pozwalał sobie na eksponowanie własnych, lewicowych poglądów we własnej twórczości.

## Dorobek
Durgnat napisał m.in. Films and Feelings (1967), A Mirror for England: British Movies from Austerity to Affluence (1970) i The Strange Case of Alfred Hitchcock (1974). Pisał również o Luisie Buñuelu, Jeanie Renoirze, Georges'u Franju i Kingu Vidorze. Pośmiertnie wydano jego szkic o Psychozie Hitchcocka. Pisał do takich gazet jak Films and Filming, Movie, Time Out i Film Comment oraz wielu innych, i często wykładał w wielu akademickich instytucjach, w ostatnich latach życia na gościnnych wykładach na University of East London.